# Хироши Нагай
Хироши Нагай (на японски: 永井博, система на Хепбърн: Nagai Hiroshi) (Токушима, 22 декември 1947 г.) е японски илюстратор и графичен дизайнер.

## Биография и кариера
Започва дейността си като графичен дизайнер през 1970 г. През лятото на 1973 г. пътува до САЩ, където прекарва 40 дни на почивка. През следващата 1974 г. пътува до остров Гуам, от чийто тропически пейзаж и палми остава силно повлиян и благодарение на които впоследствие се заражда стилът му. През 1975 г. се учи от илюстратора и дизайнер Терухико Юмура, а през 1978 г. вече започва да твори и работи като самостоятелен илюстратор.
През 80-те години илюстрациите на Нагай в тропически и минималистически стил започват да бъдат използвани за обложки на албуми и сингли на японски изпълнителни и групи, най-известните сред които са албумите A Long Vacation (1981) и Niagara Song Book (1982) на Ейичи Отаки, благодарение на които творбите му набират популярност. Обложката на A Long Vacation е отличена със специална награда за най-добра обложка на албум на CBS Sony. С течение на годините други изпълнители и групи използват илюстрациите му, сред които: рок групата „Саудърн Старс“, блус групата „Юкадан“, Наоя Мацуока, Кей Ишигуро, Хироши Фудживара и Хироши Каванабе, Кийотака Сугияма и др.
През 2016 г. негова илюстрация е използвана в японската реклама на колата Subaru WRX S4. Същата година организира самостоятелна изложба в Токио и Осака, която кръщава Penguin's Vacation Restaurant.

## Сборници с илюстрации
- 1979 – A Long Vacation
- 1981 – Halation
- 1982 – Niagara Songbook
- 2008 – Time Goes By…

## Албуми и сингли на изпълнители и групи, използващи илюстрации на Нагай като обложки
- Ейичи Отаки – Kimi wa Ten'nenshoku (сингъл, 1981), Koi Suru Karen (сингъл, 1981), Saraba Siberia Tetsudō (сингъл, 1981), A Long Vacation (албум, 1981), Niagara Song Book (албум, 1982), Ame no Wednesday (сингъл, 1982),
- Кийотака Сугияма – Rhythm from the Ocean (албум, 1995)
- „Саудърн Ол Старс“ – Jazz Man (сингъл, 1980), Wasureji no Laid Back (сингъл, 1980), Inase na Locomotion (сингъл, 1980)
- „Госперац“ – Gosperats (албум, 2006)
- Джънк Фуджияма – Ano Sora no Mukōgawa E (сингъл, 2012), Proud/Egao (сингъл, 2012), Schedar (сингъл, 2013), Junk Scape (албум, 2013)
- „Съни Дей Сървис“ – Dance to You (албум, 2016)
- „AAA“ – No Way Back (сингъл, 2017)